# بينكي دينكي دو
بينكي دينكي دو (بالإنجليزية: Pinky Dinky Doo)‏ هو مسلسل تلفزيوني رسوم متحركة للأطفال ل جيم جينكينز. تدور أحداث المسلسل حول فتاة ذات شعر وردي تبلغ من العمر 7 سنوات تدعى بينكي دينكي دو ، تحب كتابة القصص.